# Wolfgang Schmidbauer
Wolfgang Schmidbauer (* 15. května 1941, Mnichov) je německý psychoanalytik a spisovatel.
Vystudoval psychologii na Ludwig-Maximilians Univerzitě v Mnichově. Věnoval se především skupinové terapii, zejména u pomáhajících profesí (lékaři, učitelé, dobrovolníci) a u té příležitosti definoval tzv. syndrom pomocníka (Helfersyndrom), kterým se proslavil. Podle něj mnozí lidé z pomáhajících profesí utíkají ke své práci před vlastními problémy a používají své klienty k posilování svého narcismu. Tato strategie však může fungovat jen dočasně a u dotyčných pak dochází ke zhroucení (tzv. syndrom vyhoření). Schmidbauer kritizoval rovněž konzumní společnost a mentalitu. Roku 1986 se stal profesorem psychoanalýzy na univerzitě v Kasselu. Píše též prózu a cestopisy.

### Psychologické práce
- Mythos und Psychologie. Methodische Probleme, aufgezeigt an der Oedipus-Sage. (1970)
- Psychotherapie. Ihr Weg von der Magie zur Wissenschaft. (1971)
- Handbuch der Rauschdrogen (1971)
- Homo consumens. Der Kult des Überflusses. (1972)
- Vom Es zum Ich. Evolution und Psychoanalyse. (1975)
- Die hilflosen Helfer. Über die seelische Problematik der helfenden Berufe (1977)
- Alles oder nichts. Über die Destruktivität von Idealen. (1980)
- Die Angst vor Nähe. (1985)
- Liebeserklärung an die Psychoanalyse. (1988)
- Du verstehst mich nicht. Die Semantik der Geschlechter. (1991)
- Jetzt haben, später zahlen. Die seelischen Folgen der Konsumgesellschaft. (1995)
- Die heimliche Liebe. Ausrutscher, Seitensprung, Doppelleben. (1999)
- Der Mensch als Bombe. Eine Psychologie des neuen Terrorismus. (2003)
- Die Rache der Liebenden. Verletzte Gefühle und Wege aus der Hass-Falle. (2005)
- Der Mensch Sigmund Freud. Ein seelisch verwundeter Arzt? Ein neuer Ansatz. (2005)
- Das Helfersyndrom. Hilfe für Helfer. (2007)
- Warum der Mensch sich Gott erschuf. Die Macht der Religion. (2007)
- Das Buch der Ängste. (2007)
- Die psychologische Hintertreppe. Kleines 1x1 der Seelenkunde. (2008)
- Er hat nie darüber geredet. Das Trauma des Krieges und die Folgen für die Familie (2008)
- Psychologie des Terrors. Warum junge Männer zu Attentätern werden. (2009)
- Ein Land – drei Generationen. Psychogramm der Bundesrepublik. (2009)
- Paartherapie. Konflikte verstehen, Lösungen finden. (2010)

### Próza
- Eine Kindheit in Niederbayern. (1987)
- Ein Haus in der Toscana. Reisen in ein verlorenes Land. (1990)
- Mit dem Moped nach Ravenna. Eine Jugend im Wirtschaftswunder. (1994)
- Die Kentaurin. Die Geschichte einer ungewöhnlichen Frau. (1996)